# FinOps
FinOps (acrônimo de "Financial Operations") é uma disciplina de gestão financeira do uso de recursos digitais (Ex: computação em nuvem e Software as a Service), que combina práticas culturais e operacionais. Seu principal objetivo é maximizar o valor comercial gerado por tais serviços, permitindo que as empresas aumentem sua eficiência operacional e suas margem de lucro.
Atualmente o termo é utilizado pelas principais empresa de computação em nuvem como AWS, Google e Microsoft.

## Princípios Fundamentais
1. Colaboração: FinOps incentiva a colaboração entre equipes de engenharia, finanças, tecnologia e negócios, promovendo uma cultura de responsabilidade compartilhada pelos custos da nuvem.
2. Dados e Insights: A tomada de decisões em FinOps é baseada em dados e análises, utilizando métricas relevantes e dashboards para monitorar e otimizar os gastos com a nuvem.
3. Otimização Contínua: FinOps busca a melhoria contínua dos processos e da utilização dos recursos em nuvem, visando o equilíbrio entre custo, desempenho e velocidade.

## Benefícios do FinOps
- Redução de Custos: Através da análise e otimização do uso da nuvem, as empresas podem identificar e eliminar desperdícios, reduzindo significativamente os custos.
- Aumento da Eficiência: FinOps permite que as empresas aloquem recursos de forma mais eficiente, maximizando o retorno sobre o investimento em nuvem.
- Agilidade e Inovação: Ao otimizar os custos e a utilização da nuvem, as empresas liberam recursos para investir em inovação e desenvolvimento de novos produtos e serviços.
- Governança e Conformidade: FinOps estabelece processos e políticas claras para o gerenciamento da nuvem, garantindo a conformidade com as regulamentações e melhores práticas.

## Implementação do FinOps
A implementação do FinOps envolve a adoção de ferramentas e processos específicos, além da criação de uma cultura de colaboração e responsabilidade compartilhada. Algumas etapas importantes incluem:
1. Definição de Metas e KPIs: Estabelecer metas claras e indicadores-chave de desempenho (KPIs) para medir o sucesso da implementação do FinOps.
2. Monitoramento e Análise: Utilizar ferramentas de monitoramento para coletar dados sobre o uso da nuvem e analisar as informações para identificar oportunidades de otimização.
3. Otimização de Custos: Implementar ações para reduzir os custos, como o desligamento de recursos ociosos, a utilização de instâncias reservadas e a negociação de contratos com provedores de nuvem.
4. Automação: Automatizar tarefas repetitivas e processos de otimização para aumentar a eficiência e reduzir a necessidade de intervenção manual.

## Aumento da relevância
Desde 2018 o termo FinOps vem apresentando um crescimento no Google Trends, demosntrando que o tema vem ganhando cada vez mais espaço nas empresas que fazem uso de serviços digitais.